# Transformers: Generation 2
The Transformers: Generation 2 (también conocida como Generación 2 o G2) es el nombre utilizado para referirse a la línea de juguetes Transformers, serie de televisión y la serie de cómics que se desarrolló 1992 hasta 1994. La serie de televisión, los cómics y juguetes que se denominaron retroactivamente como "Generación 1" y se conoce oficialmente como tal, a pesar de que el término nunca se usó durante sus carreras originales. Generación 2 termina cuando la primera línea de juguetes de Beast Wars fue creada. Debido al tipo de letra utilizado en la palabra Transformers, algunos coleccionistas consideran que Beast Wars es una continuación o spin-off de la Generación 2.

## Historia
Tras el cierre de la línea de juguetes en el año 1990, Hasbro decide volver a relanzar los Transformers tímidamente a finales de 1992 con varias reediciones de juguetes de personajes clásicos pero con varios añadidos (sonidos, nuevos colores,…). El año 1995 es el último, y la línea cierra, dando paso a Beast Wars.

## Serie de televisión
No hubo serie de televisión propiamente dicha. Lo que se vio en realidad fue una retransmisión de la serie clásica con una nueva intro realizado por ordenador, transiciones digitales entre escenas y otros pequeños cambios.
Las historias originales fueron presentadas como si se tratara de grabaciones de los acontecimientos históricos por El Cubo Espacial Cibernético (a veces referido como el Cybercubo). El cubo tiene varias escenas en sus rostros, que se extienden entre las transiciones, en sustitución de la clásica gira del logotipo Autobot/Decepticon.
Un gran porcentaje de los personajes que aparecen en la serie no figuran en la línea de juguete y viceversa. Los juguetes de G1 que fueron relanzados para G2, aparecían en el show a veces con sus esquemas de colores radicalmente modificados y no correspondían a sus homólogos animados.

## Cómic
Marvel lanzó una miniserie de 12 números contando las aventuras de los Transformers durante la Generation 2.

## Línea de juguetes
Difiere tanto en USA, Europa y Japón. Europa contó con varios juguetes exclusivos que no aparecieron en USA ni en Japón. Entre paréntesis va el nombre europeo.
Los juguetes de la Generación 2 de los Transformers fueron notables debido a los cambiados símbolos Autobot y Decepticon, los cambios realizados en los juguetes para los propósitos de seguridad para niños y el uso común de colores brillantes y vivos. Los primeros años y el segundo de los juguetes en la generación 2 se llena de remodelados muchos de los clásicos Transformers originales (que ahora se conocen como "Generación 1" o "G1"). Un porcentaje mayor de juguetes contó con luces y sonidos electrónicos, y el relanzamiento del G1 Optimus Prime ofreció un paquete de sonidos electrónicos adicionales.

## 1993

### AUTOBOTS
Líder
- Optimus Prime

Coches
- Jazz
- Inferno
- Sideswipe

Dinobots (editados con los colores originales y repintados)
- Grimlock
- Slag
- Snarl

Mini-coches
- Bumblebee
- Hupcab
- Beachcomber
- Seaspray
- Cars (Axelerators)
- Rápido
- Skram
- Turbofire (Hotrider)
- Windbreaker (Zap)

Colorchangers
- Gobots
- Drench

En Europa
Aquaspeeders
- Aquafend
- Deluge
- Jetstorm
- Speedstream

Lightformers
- Deftwing
- Ironfist

Otros
- Pyro/Spark (el nombre difiere dependiendo del país donde se vendía el juguete)

### DECEPTICONS
Líder
- Megatron

Jets
- Starscream
- Ramjet

Constructicons
- Scrapper
- Mixmaster
- Long Haul
- Hook
- Bonecrusher
- Scavenger

Se combinan para formar a Devastator
Jets pequeños (Skyscorchers)
- Windrazor (Tornado)
- Eagle Eye (Hawk)
- Afterburner (Snipe)
- Terradive

Colorchangers
- Deluge
- Jetstorm

En Europa
Stormtroopers
- Aquablast
- Drench
- Hydradread
- Rage

Trakkons
- Calcar
- Fearswoop

Otros
- Clench/Collossus (el nombre difiere dependiendo del país donde se vendía el juguete)

## 1994

### Autobots
Heros
- Optimus Prime (Sureshot en Europa)

Aerialbots
- Silverbolt
- Skydive
- Air Raid
- Fireflight
- Slingshot
- Skydive

Laser Rods
- Electro
- Volt

Rotor Force
- Leadfoot (Hotfoot)
- Manta Ray (Piranha)

### Decepticons
Heros
- Megatron (Archforce en Europa)

Combaticons
- Onslaught
- Brawl
- Vortex
- Swindle
- Blast Off

Laser Rods
- Jolt (Hotrod)
- Sizzle (Fireball)

Rotor Force
- Powerdive (Blade)
- Ransack (Blitz)

Otros
- Dreadwing (Stealth Assault) y Smokescreen
- Breakdown (exclusivo BotCon)

## 1995

### Autobots
Líder
- Optimus Prime

Laser Cycle
- Road Rocket

Cyberjets
- Jetfire
- Air Raid
- Strafe

Go-Bots
- Firecracker
- Blowout
- Double Crutch
- Gearhead
- High Beam
- Motormouth
- Optimus Prime
- Bumblebee
- Sideswipe
- Mirage
- Ironhide

Powermasters
- Ironhide
- Meanstreak

### Decepticons
Auto Rollers
- Dirtbag
- Roadblock

Cyberjets
- Skyjack
- Space Case
- Hooligan

Go-Bots
- Megatron
- Soundwave
- Frenzy

Laser Cycle
- Road Pig

Powermasters
- Staxx
- Bulletbike

Nota: los Powermasters sólo se vieron en Europa y Australia, no fueron vendidos en USA.